# Le Temple-sur-Lot
Pour les articles homonymes, voir Le Temple.
Le Temple-sur-Lot est une commune du Sud-Ouest de la France, située dans le département de Lot-et-Garonne (région Nouvelle-Aquitaine).

## Géographie

### Localisation
Commune de l'unité urbaine de Villeneuve-sur-Lot située sur le Lot entre Villeneuve-sur-Lot et Tonneins.

### Communes limitrophes
Les communes limitrophes sont Fongrave, Castelmoron-sur-Lot, Dolmayrac, Granges-sur-Lot, Montpezat, Saint-Étienne-de-Fougères et Sainte-Livrade-sur-Lot.
|                     | Fongrave          | Saint-Étienne-de-Fougères |
| Castelmoron-sur-Lot | du Temple-sur-Lot | Sainte-Livrade-sur-Lot    |
| Granges-sur-Lot     | Montpezat         | Dolmayrac                 |

### Climat
Pour des articles plus généraux, voir Climat de la Nouvelle-Aquitaine et Climat de Lot-et-Garonne.
Historiquement, la commune est exposée à un climat océanique aquitain.  
En 2020, Météo-France publie une typologie des climats de la France métropolitaine dans laquelle la commune est exposée à un climat océanique altéré et est dans la région climatique Aquitaine, Gascogne, caractérisée par une pluviométrie abondante au printemps, modérée en automne, un faible ensoleillement au printemps, un été chaud (19,5 °C), des vents faibles, des brouillards fréquents en automne et en hiver et des orages fréquents en été (15 à 20 jours).
Pour la période 1971-2000, la température annuelle moyenne est de 13,2 °C, avec une amplitude thermique annuelle de 15,5 °C. Le cumul annuel moyen de précipitations est de 770 mm, avec 10,3 jours de précipitations en janvier et 6,7 jours en juillet. Pour la période 1991-2020, la température moyenne annuelle observée sur la station météorologique la plus proche, située sur la commune de Prayssas à 10 km à vol d'oiseau, est de 13,9 °C et le cumul annuel moyen de précipitations est de 815,5 mm,. Pour l'avenir, les paramètres climatiques de la commune estimés pour 2050 selon différents scénarios d’émission de gaz à effet de serre sont consultables sur un site dédié publié par Météo-France en novembre 2022.

## Urbanisme

### Typologie
Au 1er janvier 2024, Le Temple-sur-Lot est catégorisée commune rurale à habitat dispersé, selon la nouvelle grille communale de densité à sept niveaux définie par l'Insee en 2022.
Elle appartient à l'unité urbaine de Villeneuve-sur-Lot, une agglomération intra-départementale regroupant treize  communes, dont elle est une commune de la banlieue,,. La commune est en outre hors attraction des villes,.

### Occupation des sols

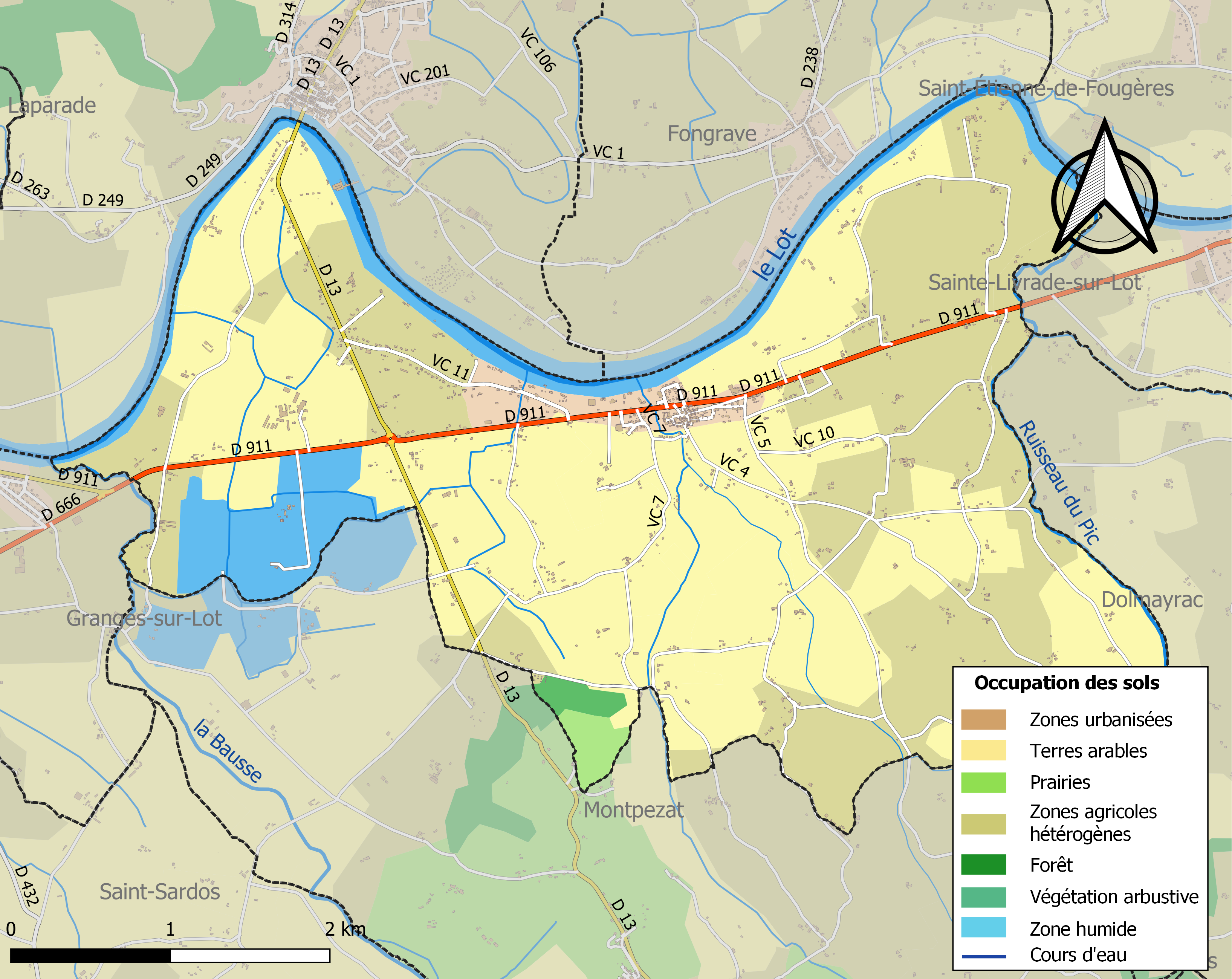
Carte des infrastructures et de l'occupation des sols de la commune en 2018 (CLC).

L'occupation des sols de la commune, telle qu'elle ressort de la base de données européenne d’occupation biophysique des sols Corine Land Cover (CLC), est marquée par l'importance des territoires agricoles (86,8 % en 2018), en diminution par rapport à 1990 (92,1 %). La répartition détaillée en 2018 est la suivante : 
zones agricoles hétérogènes (34,8 %), terres arables (29,4 %), cultures permanentes (21,8 %), eaux continentales (8 %), zones urbanisées (2,6 %), forêts (2,6 %), prairies (0,7 %). L'évolution de l’occupation des sols de la commune et de ses infrastructures peut être observée sur les différentes représentations cartographiques du territoire : la carte de Cassini (XVIIIe siècle), la carte d'état-major (1820-1866) et les cartes ou photos aériennes de l'IGN pour la période actuelle (1950 à aujourd'hui).

### Risques majeurs
Le territoire de la commune du Temple-sur-Lot est vulnérable à différents aléas naturels : météorologiques (tempête, orage, neige, grand froid, canicule ou sécheresse), inondations, mouvements de terrains et séisme (sismicité très faible). Il est également exposé à deux risques technologiques,  le transport de matières dangereuses et la rupture d'un barrage. Un site publié par le BRGM permet d'évaluer simplement et rapidement les risques d'un bien localisé soit par son adresse soit par le numéro de sa parcelle.

#### Risques naturels
Certaines parties du territoire communal sont susceptibles d’être affectées par le risque d’inondation par débordement de cours d'eau, notamment le Lot, le Ruisseau du Pic et la Bausse. La commune a été reconnue en état de catastrophe naturelle au titre des dommages causés par les inondations et coulées de boue survenues en 1982, 1993, 1999, 2006, 2009 et 2021,.
Les mouvements de terrains susceptibles de se produire sur la commune sont des glissements de terrain et des tassements différentiels.

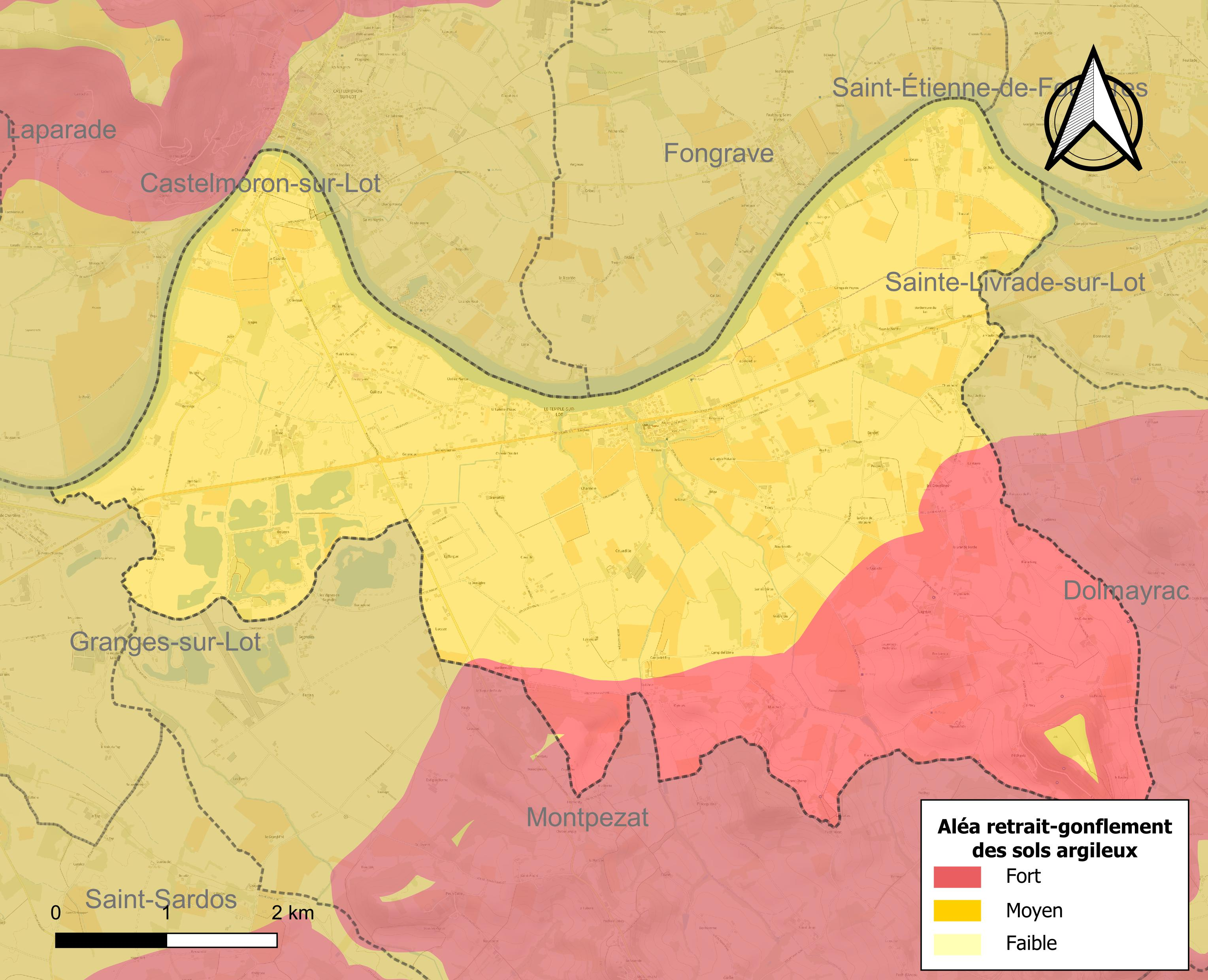
Carte des zones d'aléa retrait-gonflement des sols argileux du Temple-sur-Lot.

Le retrait-gonflement des sols argileux est susceptible d'engendrer des dommages importants aux bâtiments en cas d’alternance de périodes de sécheresse et de pluie. La totalité de la commune est en aléa moyen ou fort (91,8 % au niveau départemental et 48,5 % au niveau national). Depuis le 1er octobre 2020, en application de la loi ELAN, différentes contraintes s'imposent aux vendeurs, maîtres d'ouvrages ou constructeurs de biens situés dans une zone classée en aléa moyen ou fort,.
Concernant les mouvements de terrains, la commune a été reconnue en état de catastrophe naturelle au titre des dommages causés par la sécheresse en 1991, 2003, 2005, 2011 et 2017 et par des mouvements de terrain en 1999.

#### Risque technologique
La commune est en outre située en aval des barrages de Grandval dans le Cantal et de Sarrans en Aveyron, des ouvrages de classe A. À ce titre elle est susceptible d’être touchée par l’onde de submersion consécutive à la rupture de cet ouvrage.

## Histoire
La commune actuelle a été agrandie au cours des temps avec l'absorption, avant 1806, de Saint-Jean-de-l'Air et de Saint-Sulpice-de-Rivel puis, en 1839, de Capraisy et de Saint-Gervais ; cette dernière, au cours de la période de la Convention nationale (1792-1795),  porta le nom révolutionnaire de La Fraternité.

### Les Templiers et les Hospitaliers
Ancienne commanderie des Templiers construite au XIIIe siècle. Elle devient une commanderie hospitalière lors de la dévolution des biens de l'ordre du Temple.

### Héraldique
| Blason de Temple-sur-Lot (Le) | Blason  | De gueules à la tour d’or ouverte du champ, senestrée d’un avant mur aussi d’or ajouré d’une croisette pattée aussi du champ, le tout maçonné de sable, soutenu d’une rivière ondée d’azur mouvant de la pointe, chargé d’ondes d’argent. |
| Blason de Temple-sur-Lot (Le) | Détails | Le statut officiel du blason reste à déterminer. |

## Politique et administration
| Période                                  | Période   | Identité                | Étiquette | Qualité                                                    |
| ---------------------------------------- | --------- | ----------------------- | --------- | ---------------------------------------------------------- |
| Les données manquantes sont à compléter. |           |                         |           |                                                            |
|                                          |           |                         |           |                                                            |
| mars 1977                                | juin 1995 | Gérard Benedetti        |           |                                                            |
| juin 1995                                | mars 2001 | Pierre Parrel           |           |                                                            |
| mars 2001                                | mai 2020  | Daniel Baechler         | DVD       | Exploitant agricole Président de la communauté de Communes |
| mai 2020                                 | En cours  | Jean-Michel Saint-Simon |           | Retraité                                                   |

## Démographie
L'évolution du nombre d'habitants est connue à travers les recensements de la population effectués dans la commune depuis 1793. Pour les communes de moins de 10 000 habitants, une enquête de recensement portant sur toute la population est réalisée tous les cinq ans, les populations de référence des années intermédiaires étant quant à elles estimées par interpolation ou extrapolation. Pour la commune, le premier recensement exhaustif entrant dans le cadre du nouveau dispositif a été réalisé en 2004.

En 2022, la commune comptait 1 112 habitants, en évolution de +9,45 % par rapport à 2016 (Lot-et-Garonne : −0,18 %, France hors Mayotte : +2,11 %).
| 1793 | 1800 | 1806 | 1821 | 1831 | 1836 | 1841  | 1846  | 1851  |
| ---- | ---- | ---- | ---- | ---- | ---- | ----- | ----- | ----- |
| 460  | 501  | 494  | 515  | 551  | 518  | 1 222 | 1 210 | 1 214 |

| 1856  | 1861  | 1866  | 1872  | 1876 | 1881 | 1886 | 1891 | 1896 |
| ----- | ----- | ----- | ----- | ---- | ---- | ---- | ---- | ---- |
| 1 233 | 1 191 | 1 154 | 1 104 | 996  | 983  | 929  | 955  | 953  |

| 1901 | 1906 | 1911 | 1921 | 1926 | 1931 | 1936 | 1946 | 1954 |
| ---- | ---- | ---- | ---- | ---- | ---- | ---- | ---- | ---- |
| 903  | 928  | 895  | 779  | 857  | 866  | 871  | 897  | 943  |

| 1962 | 1968 | 1975 | 1982 | 1990 | 1999 | 2004 | 2006 | 2009 |
| ---- | ---- | ---- | ---- | ---- | ---- | ---- | ---- | ---- |
| 927  | 954  | 898  | 902  | 933  | 969  | 972  | 991  | 972  |

| 2014  | 2019  | 2022  | - | - | - | - | - | - |
| ----- | ----- | ----- | - | - | - | - | - | - |
| 1 006 | 1 048 | 1 112 | - | - | - | - | - | - |

## Lieux et monuments
- Commanderie du Temple-sur-Lot : château templier puis commanderie hospitalière.
- Jardin des Nénuphars Latour Marliac.
- Plan d'eau du Temple-sur-Lot
- Église Notre-Dame du Temple-sur-Lot. Elle est inscrite à l'Inventaire général du patrimoine culturel[30].

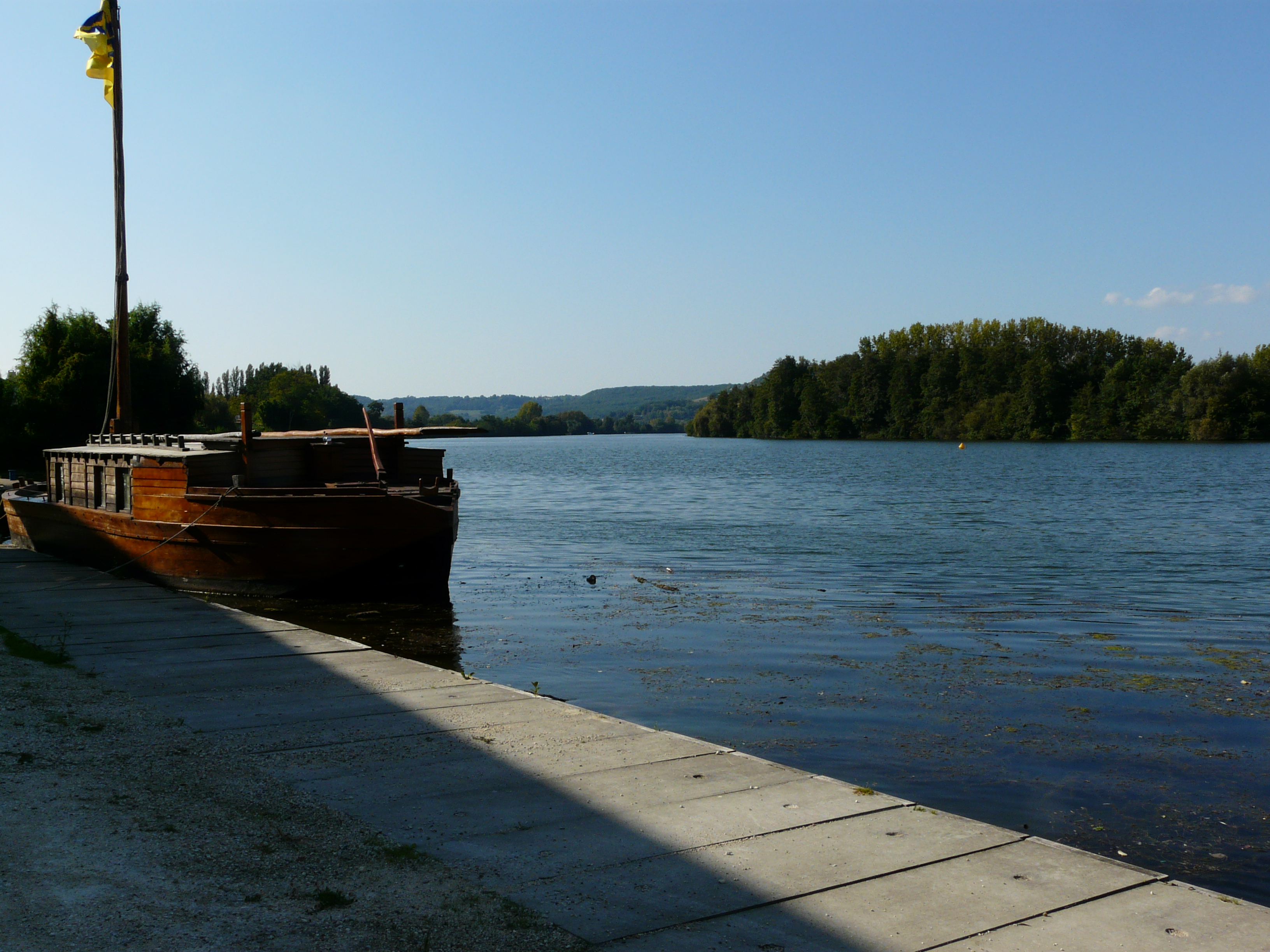
Gabare sur le plan d'eau.

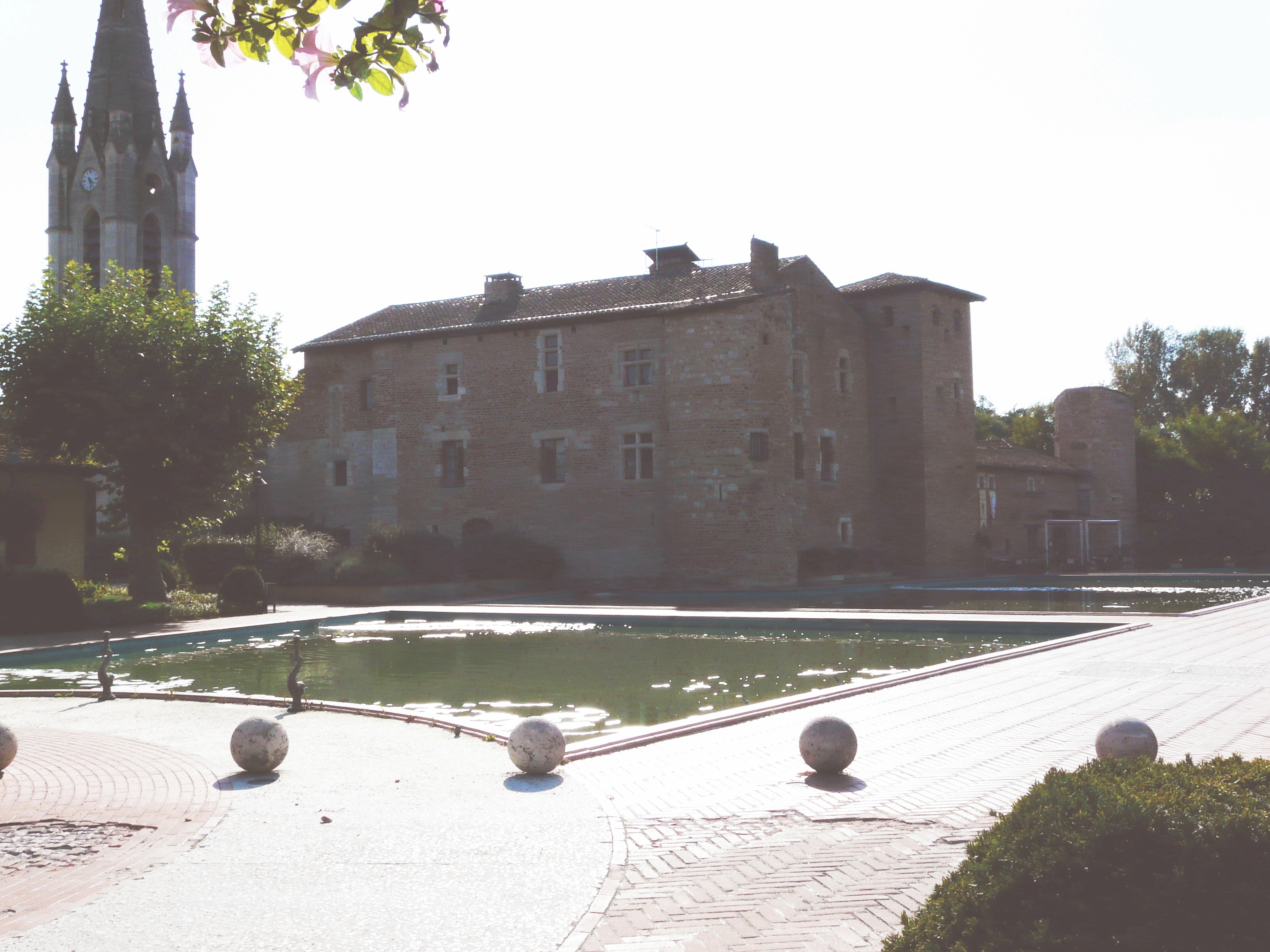
Commanderie de Temple-sur-Lot.

- Église Saint-Caprais de Saint-Caprais. Elle est inscrite à l'Inventaire général du patrimoine culturel[31].
- Église Saint-Gervais de Saint-Gervais. Elle est inscrite à l'Inventaire général du patrimoine culturel[32].

## Personnalités liées à la commune
- Achille Braquelaire, mathématicien né au Temple en 1958 ;
- Patrice Martin y remporta son premier titre de champion d'Europe, de ski nautique (en figures).

## Sport
- US Templaise
- Open LFB